# Mumias
Mumias est une ville du Kenya située à l'ouest du pays. Elle est située dans le comté de Kakamega et est le chef-lieu du district de Mumias. 

## Économie
- Mumias Sugar, société sucrière

## Sport
- Mumias Sugar Football Club